# Mooswaldkopf
Der Mooswaldkopf ist mit 879,7 m ü. NHN einer der höchsten Berggipfel des mittleren Schwarzwaldes.

## Landeskundliche-geographische Bedeutung
Der Mooswaldkopf wird landeskundlich zur Passhöhe Fohrenbühl gerechnet. Auf dem Mooswaldkopf verlief von 1805 an die Grenze zwischen dem Großherzogtum Baden und dem Königreich Württemberg. Vorher gehörte der Mooswaldkopf größtenteils zur Herrschaft Schramberg. Der Mooswaldkopf bildet noch heute die Grenze zwischen der Gemeinde Lauterbach (Schwarzwald) und Hornberg.

## Physisch-geographisch-geomorphologische Bedeutung
Bei Mooswaldkopf handelt es sich vermutlich um einen Zeugenberg des Buntsandstein, der zusammen mit dem Hohenreutewald, dem Moosenwald und dem Moosenkapf ein nach Osten offenes Amphitheater aus Bergen des Buntsandsteins bildet, welches das westliche Sulzbachtal umfasst (Gemarkung Lauterbach). Diese Berge nennt man wegen ihrer charakteristischen sargähnlichen Form die „Buntsandsteinsargdeckel“ des mittleren Schwarzwalds. Geographisch exakt werden sie als östliche Buntsandsteinplatten und Zeugenberge des mittleren Schwarzwaldes bezeichnet. Ob das Amphitheater Sulzbach tatsächlich eine Zeugenberglandschaft ist oder nicht vielmehr das Relikt eines Inselberges, ist nicht endgültig geklärt.
Die Wälder rund um den Mooswaldkopf sind unter Ökologen wegen ihres hohen Anteils an Stechpalme (Ilex aquifolium) bekannt, sie werden den Tannen-Ilex-Wäldern des Schwarzwaldes zugerechnet.

## Fohrenbühlturm
Als Nachfolger eines 1905 errichteten Mooswaldkopf-Aussichtsturms wurde 1924 der heutige 24 m hohe Fohrenbühlturm eingeweiht. Planung und Bauleitung wurden Paul Bonatz übertragen, dem Erbauer des Stuttgarter Hauptbahnhofs. Von seiner Aussichtsplattform reicht der Blick weit über den Mittleren Schwarzwald, die Schwäbische Alb, die Rheinebene und die Vogesen. Neben dem Turm befindet sich das bewirtete Wanderheim des Schwarzwaldvereins Gedächtnishaus Fohrenbühl.